# Catherine Duval
Catherine Duval-van Altena (Rotterdam, 11 april 1922) is een Nederlandse auteur van horrorliteratuur. Zij publiceerde in de jaren zeventig en tachtig zeven bundels spook- en griezelverhalen. Haar debuut was in 1970 met de bundel De Bruiden van Lannismoore en andere macabere fantasieën. Kort daarna volgden de bundels Beelden zonder spiegelbeeld en Gezellen van de dood. Bijzonder is dat zij doet voorkomen alsof de verhalen haar door een vertellende entiteit zijn ingegeven. Deze geest figureert in 'dialogen' met de auteur tussen de verhalen door. Duval schreef ook twee streekromans. Zij was woonachtig in Gouda.

### Verhalenbundels
- De bruiden van Lannismoore (1970, uitgeverij Contact)  ISBN 90-254-6167-0
- Beelden zonder spiegelbeeld (1971, uitgeverij Contact) ISBN 90-254-6204-9
- Gezellen van de dood (1972, uitgeverij Contact) ISBN 90-236-5483-8
- De onsterfelijken (1978, Nijgh & Van Ditmar) ISBN 90-236-5426-9
- Geliefde demon (1980, Nijgh & Van Ditmar) ISBN 90-236-5457-9
- Een handvol schelpen (1982, Nijgh & Van Ditmar) ISBN 90-236-5544-3
- Duivelsnaaigaren (1985, Nijgh & Van Ditmar) ISBN 90-236-5544-3

### Streekromans
- De vlucht van de leeuwerik (1975);
- En altijd weer bloeit de heide (1977)

- International Standard Name Identifier: 0000 0003 8892 4357
- Library of Congress Control Number: n78093519
- Nederlandse Thesaurus van Auteursnamen: 070814023
- Virtual International Authority File: 282233668
- WorldCat: E39PBJjHf8DfYq9dxjBVDJBXVC